# 翡翠酒店
《翡翠酒店》（英语：The Halcyon），是一部左岸影视制作公司为英国独立电视台（ITV）制作的时代剧，于2017年1月2号开播。创作人及编剧是演员兼作家夏洛特·琼斯（Charlotte Jones）。左岸影视（Left Bank Pictures）是该电视系列连续剧的制作公司。时间设定在1940年，聚焦于位于伦敦社会中心也是世界战争中心的五星级酒店翡翠酒店。该系列于2015年12月3日首次宣布播出，于2016年4月4日宣布正式演员，史蒂芬·麦金托什（Steven Mackintosh）和奥利维亚·威廉姆斯（Olivia Williams）扮演主要角色。 该电视连续剧在第一季结束后取消播出。

## 制作
《翡翠酒店》2015年12月3日首次宣布播出。 它是由ITV的电视剧部门导演史蒂夫·诺万波（Steve November）及主管维多利亚·菲（Victoria Fea）监制的剧集。该节目由克里斯·克鲁彻（Chris Croucher）制作，夏洛特·琼斯（Charlotte Jones）创作，莎朗·休夫（Sharon Hughff），杰克·洛锡安（Jack Lothian）和安迪·哈里斯（Andy Harries）执行制作。 该系列的主要编剧是杰克·洛锡安（Jack Lothian）。 左岸影视（Left Bank Pictures）是该系列的制作公司。
该系列着重于以“新视角”审视第二次世界大战中的伦敦， 故事设定在1940年“位于伦敦社会和世界战争中心”的五星级酒店， 旨在展现战争背景下各个社会阶层的家庭，政治，人与人关系和工作受到的冲击。” 第一集于2017年1月2日播出， 第一季于2017年2月20日完结。
克劳彻（Croucher）称《翡翠酒店》是“类似唐顿庄园的大制作”，尽管左岸制片公司创始人兼执行导演马里戈·基霍（Marigo Kehoe）解释说该电视节目“已经构思了很长时间”，情节发展在“需要新想法”的时候得到推动。制片人克里斯·克鲁彻（Chris Croucher）补充说：“唐顿对此很平静，但是毫无疑问翡翠酒店呈现的是一个更加现代化的世界”，翡翠酒店中的对话也“更加有力”，剧集“具有更多的活力”。 《无线电时报》评论《翡翠酒店》“是一点点唐顿庄园和一点点塞尔弗里奇先生的结合”。
英国灵魂歌手贝弗利·奈特（Beverley Knight）演唱的歌曲《奇迹派对》（Marvellous Party）的翻唱作为该系列电视原声带的组成部分发行。

## 人物
演员表由大约二十个主要角色组成。 演员表已于2016年4月4日正式宣布，有消息称奥利维亚·威廉姆斯（Olivia Williams）和史蒂芬·麦金托什（Steven Mackintosh）将出演《翡翠酒店》。 威廉姆斯（Williams）对她饰演的角色——汉密尔顿夫人发表评论，指出汉密尔顿夫人是“很常见的角色，但实际演起来感觉很棒”。威廉姆斯（Williams）补充说，她的角色也是“贵族阶级的继承者，说话锐利，是种族主义者，阶级主义者，还带有同性恋恐惧症……你所能想到的她会有的一切特征她都具备。她是真正的可恨！”。 麦金托什（Mackintosh）透露了他的角色“有趣”，“这个角色乍一看让观众以为是个不复杂的人物”。 汤顿（Tointon）说让她饰演这个角色“是一种赞美”。 她还说考虑剧组的话翡翠酒店将是更加性感版本的唐顿庄园。

### 主演
- 史蒂芬·麦金托什 Steven Mackintosh 饰理查德·加兰，[13] 酒店总经理
- 奥利维亚·威廉斯 Olivia Williams 饰汉密尔顿夫人[13]
- 安娜贝尔·阿普茜安 Annabelle Apsion 饰莉莲·霍布斯,[13] 女清洁工
- 马克·本顿 Mark Benton 饰丹尼斯·费尔德曼,[13] 礼宾部领班
- 杰米·布莱克利 Jamie Blackley 饰弗雷迪汉密尔顿勋爵,[13] 新任英国皇家空军战斗机飞行员，翡翠酒店所有者
- 爱德华·布鲁梅尔 Edward Bluemel 饰尊贵的托比汉密尔顿,[13] 弗雷迪的双胞胎哥哥，大学研究员，后来的文职人员
- 亚历克斯·伯克斯尔 Alex Boxall 饰汤姆希尔,[13] 服务员
- 尼克·布里姆布尔 Nick Brimble 饰斯金纳,[13] 门卫
- 迈克尔·卡特 Michael Carter 饰威尔弗雷德·雷诺兹,[13] 接待经理
- 劳伦·科 Lauren Coe 饰凯特·洛夫琳,[13] 女仆
- 赫敏·科菲尔德 Hermione Corfield 饰艾玛·加兰,[13] 理查德的女儿，接待员，后来的经理助理
- 索佩·迪瑞苏 Sope Dirisu 饰桑尼·沙利文,[13] 西印度乐队队长兼钢琴家
- 查尔斯·爱德华兹 Charles Edwards 饰露西安·达伯维尔, 圣克莱尔伯爵的事务总管，酒店客人
- 凯文·埃尔登 Kevin Eldon 饰乔治·帕里,[13] 主厨
- 戈登·肯内迪 Gordon Kennedy 饰罗比, 厨师
- 阿克沙伊·库马尔 Akshay Kumar 饰阿乔希,[13] 酒保
- 伊万·米切尔 Ewan Mitchell 饰比利·泰勒,[13] 侍者，佩吉的儿子
- 尼科·罗格纳 Nico Rogner 饰马克斯·克莱因,[14] 厨房搬运工，后来的主厨，奥地利犹太难民
- 马特·瑞安 Matt Ryan 饰乔·奥哈罗,[13] 美国广播电台记者，酒店客人
- 卡拉·汤顿 Kara Tointon 饰贝德西·戴,[13] 歌手
- 莉兹·怀特 Liz White 饰佩吉·泰勒,[13] 接线员

### 配角
- 杰米·卡鲁姆 Jamie Cullum 饰俱乐部歌手
- 埃里克·戈登 Eric Godon 饰圣克莱尔伯爵，法国难民，酒店客人
- 亚历克斯·詹宁斯 Alex Jennings 饰劳伦斯·汉密尔顿勋爵，[13] 酒店主人，政客
- 贝弗利·奈特 Beverley Knight 饰卢比，歌手
- 切瑞提·韦克菲尔德 Charity Wakefield 饰切瑞提·兰伯特，[13] 汉密尔顿勋爵情妇，纳粹支持者
- 丹尼·韦伯 Danny Webb 饰莫蒂默， 特别支部警官

### 其他角色
- 道格·艾伦 Doug Allen 饰佩吉的丈夫吉姆·泰勒
- 乔纳森·阿里斯 Jonathan Aris 饰阿斯皮尔德国间谍
- 杰弗里·麦吉文 Geoffrey McGivern 饰安布罗斯勋爵，政治家，汉密尔顿勋爵的前任朋友
- 马修·马什 Matthew Marsh 饰奥哈罗的上司德拉恩
- 玛姬·奥尼尔 Maggie O'Neill 饰贝茜的母亲格洛里亚
- 蒂姆·普莱斯特 Tim Plester 饰道格拉斯，战时理查德·加兰的相识
- 索菲·斯坦顿 Sophie Stanton 饰战时女子志愿服务组织救护车司机伊夫琳

## 拍摄地
《翡翠酒店》 有几个潜在的拍摄地点，包括利物浦，曼彻斯特和都柏林， 但最终剧组决定与西伦敦电影制片厂在伦敦的摄影棚拍摄该系列电视剧。 外景由位于伦敦市中心的32号林肯菲尔德旅馆提供，前身为土地注册大楼，现由伦敦政治经济学院拥有。 同时在位于伊斯灵顿伦敦自治市镇的公园及其周边地区拍摄了更多室外场景。 其他位置包括林肯菲尔德旅馆附近的两个地区：塞勒街和葡萄牙街。该酒店的地下室是在位于伦敦克莱肯韦尔（Clerkenwell）的拘留所拍摄。 在第5和第6集描绘伦敦被炸的街道景象时则借用了肯特郡查塔姆历史造船厂（Chatham Historic Dockyard）。

## 剧集
1940年5月: 翡翠酒店的拥有者汉密尔顿勋爵偷带他轻浮的情妇切瑞提·兰伯特参与一次绥靖党的秘密会议 ，谨慎的酒店总管理查德·加兰（Richard Garland）选择视而不见。当他的妻子汉密尔顿夫人意外回到酒店时，理查德和他的接待员女儿艾玛（Emma）在管家莉莲（Lilian）和搬运工费尔德曼（Feldman）的协助下迅速采取行动，以防她撞见汉密尔顿勋爵与其情妇查理·兰伯特。艾玛与皇家空军飞行员弗雷迪（Freddie），汉密尔顿的长子两情相悦。弗雷迪与研究员兄弟托比（Toby）一同出场。直言不讳的舞蹈乐队歌手贝西（Betsey）警告艾玛（Emma）弗雷迪（Freddie）和她不属于同一个世界。 在为弗雷迪举办（Freddie）的一次聚会上，尽管汉密尔顿与汉密尔顿夫人扮演恩爱人设，但员工了然于心汉密尔顿勋爵偷情的事实。 翡翠酒店的一切都在美国记者乔·奥哈拉（Joe O'Hara）的观察之中，他计划在广播中揭露由汉密尔顿政治立场导致的灾难。